# ساری‌قیه (مشگین‌شهر)
ساری‌قیه یک روستا در ایران است که در دهستان صلوات واقع شده‌است. ساری‌قیه ۶۱ نفر جمعیت دارد.